# Cruriopsis vithoroides
Cruriopsis vithoroides là một loài bướm đêm trong họ Noctuidae.